# Kanuslalom-Europameisterschaften 2013
Die Kanuslalom Europameisterschaften 2013 fanden zwischen dem 6. und 9. Juni 2013 in Krakau, Polen unter Schirmherrschaft des Europäischen Kanuverbandes (ECA) statt. Die Veranstaltung wurde insgesamt zum 14. Mal, und nach 2008 zum zweiten Mal in Krakau, durchgeführt.
Auf Grund von Hochwasser waren die Organisatoren gezwungen den Zeitplan zu straffen, weshalb lediglich an zwei der angesetzten drei Tage Wettkämpfe stattfanden. Die Qualifikation wurde von zwei auf einen Lauf gekürzt und das Halbfinale komplett weggelassen. Statt der regulären vier fanden also je nur zwei Läufe statt. Der Mannschaftswettbewerb der Damen im C-1 wurde komplett gestrichen.

## Medaillengewinner

### Männer

#### Canadier
| Wettbewerb | Gold | Punkte | Silber | Punkte | Bronze                                                                                       | Punkte |
| C-1        | Jan Benzien                                                                                              | 89,80  | Sideris Tasiadis                                                                                                  | 91,22  | Matej Beňuš                                                                                  | 91,57  |
| C-1 team   | Slowakei Alexander Slafkovský Matej Beňuš Jerguš Baďura                                                  | 98,99  | Deutschland Franz Anton Jan Benzien Sideris Tasiadis                                                              | 100,53 | Slowenien Benjamin Savšek Anže Berčič Luka Božič                                             | 103,58 |
| C-2        | Frankreich Pierre Labarelle Nicolas Peschier                                                             | 95,33  | Polen Marcin Pochwała Piotr Szczepański                                                                           | 96,25  | Tschechien Ondřej Karlovský Jakub Jáně                                                       | 97,06  |
| C-2 team   | Frankreich Gauthier Klauss & Matthieu Péché Pierre Labarelle & Nicolas Peschier Hugo Biso & Pierre Picco | 111,50 | Polen Marcin Pochwała & Piotr Szczepański Filip Brzeziński & Andrzej Brzeziński Dominik Weglarz & Dariusz Chlebek | 112,82 | Deutschland Franz Anton & Jan Benzien Kai Müller & Kevin Müller Eric Mendel & Alexander Funk | 118,32 |

#### Kajak
| Wettbewerb | Gold                                                   | Punkte | Silber                                                      | Punkte | Bronze                                                 | Punkte |
| K-1        | Jiří Prskavec                                          | 81,17  | Michael Kurt                                                | 81,80  | Sebastian Schubert                                     | 83,62  |
| K-1 team   | Tschechien Vavřinec Hradilek Jiří Prskavec Vít Přindiš | 92,30  | Deutschland Hannes Aigner Fabian Dörfler Sebastian Schubert | 93,01  | Polen Dariusz Popiela Grzegorz Polaczyk Rafał Polaczyk | 94,24  |

### Damen

#### Canadier
| Event | Gold          | Punkte | Silber       | Punkte | Bronze           | Punkte |
| C-1   | Caroline Loir | 114,39 | Julia Schmid | 114,91 | Nuria Vilarrubla | 123,21 |

#### Kajak
| Event    | Gold                                                    | Punkte | Silber                                                            | Punkte | Bronze                                                        | Punkte |
| K-1      | Fiona Pennie                                            | 91,54  | Stefanie Horn                                                     | 95,04  | Viktoria Wolffhardt                                           | 103,48 |
| K-1 team | Frankreich Émilie Fer Marie-Zélia Lafont Carole Bouzidi | 108,71 | Vereinigtes Königreich Elizabeth Neave Fiona Pennie Bethan Latham | 116,85 | Tschechien Štěpánka Hilgertová Kateřina Kudějová Eva Ornstová | 121,98 |

## Medaillenspiegel
| Rang | Land                   | Gold | Silber | Bronze | Gesamt |
| ---- | ---------------------- | ---- | ------ | ------ | ------ |
| 1    | Frankreich             | 4    | 0      | 0      | 4      |
| 2    | Tschechien             | 2    | 0      | 2      | 4      |
| 3    | Deutschland            | 1    | 3      | 2      | 6      |
| 4    | Vereinigtes Königreich | 1    | 1      | 0      | 2      |
| 5    | Slowakei               | 1    | 0      | 1      | 2      |
| 6    | Polen                  | 0    | 2      | 1      | 3      |
| 7    | Österreich             | 0    | 1      | 1      | 2      |
| 8    | Schweiz                | 0    | 1      | 0      | 1      |
| 8    | Italien                | 0    | 1      | 0      | 1      |
| 10   | Spanien                | 0    | 0      | 1      | 1      |
| 10   | Slowenien              | 0    | 0      | 1      | 1      |
|      | Gesamt                 | 9    | 9      | 9      | 27     |